# Miniseries (음반)
Miniseries는 대한민국의 싱어송라이터 수민과 음악 프로듀서 슬롬의 합작 정규 음반으로, EMA 레코딩을 통해 2021년 9월 15일에 발매되었다. 한국대중음악상 최우수 R&B 음반 후보에 올랐다.

## 배경
수민과 슬롬은 2017년에 "신기루"를 만들고 2020년 5월까지 다른 곡들을 작업했다. 음반은 텀블벅을 통한 크라우드 펀딩으로 제작되었다.

## 음악 및 가사
음반은 '미니시리즈'라는 컨셉에 맞게 "사랑의 다양한 순간과 미묘한 감정들을 절묘하게 포착"했다. "ㅜ"를 기준으로 전반부는 연애가 잘 풀리는 것 같은 느낌인 반면 후반부는 연애가 잘 안 되고 있음을 암시한다. 음악 면에서 슬롬의 프로덕션은 힙합과 R&B의 세부 장르뿐만 아니라 일렉트로닉과 시부야계를 아우른다.
"신기루"는 "상대의 환영을 붙잡으려는" 네오 소울 노래이다. "곤란한 노래"는 지펑크 트랙으로, "의욕은 앞서지만 어딘가 서투른 여자의 모습"을 담았다. "여기저기"는 일렉트로 하우스 사운드를 차용했고,"어떻게 될 것 같애"는 업템포 댄스 넘버이다. "망가진 사이"와 "일단은"은 "연인들의 권태로운 장면"을 비추고 있다. "한잔의 추억"은 UK 개러지 트랙으로, "친구들과의 모임에서도 연인을 생각하는 마음"을 노래했다.

## 평가
<리드머>의 황두하는 음반에 5점 만점에 4점을 주었다. 그는 이를 "한국 블랙뮤직 씬의 최전선에 있는 아티스트의 현재를 마음껏 즐길 수 있는 작품"이라고 평했다. <이즘>의 장준환은 음반에 5점 만점에 3.5점을 주었다. 그는 이를 "어떠한 하나의 '잘 만들어진 얼터너티브 알앤비 앨범'의 규범이 탄생하는 순간"이라고 평했다.
<음악취향Y>의 평론가들은 "곤란한 노래"에 5점 만점에 3.5점을 주었다. 열심히는 이를 "출중한 기량과 창작자 간의 상호 이해, 분명한 방향성이 탄탄하게 어우러진 수작"이라고 평했다.

### 연말 목록
| 출판사   | 목록                             | 순위 | 각주  |
| -------- | -------------------------------- | ---- | ----- |
| <리드머> | 2021년 최고의 한국 R&B 음반 10장 | 5    | [ 8 ] |

## 수상 및 후보
| 시상식           | 연도 | 부문            | 결과 | 각주   |
| ---------------- | ---- | --------------- | ---- | ------ |
| 한국대중음악상   | 2022 | 최우수 R&B 음반 | 후보 | [ 9 ]  |
| 한국 힙합 어워즈 | 2022 | 올해의 R&B 음반 | 후보 | [ 10 ] |

## 곡 목록
전체 작사: 수민. 전체 작곡: 슬롬, 수민
| #            | 제목                  | 재생 시간 |
| ------------ | --------------------- | --------- |
| 1.           | 〈신기루〉            | 3:14      |
| 2.           | 〈맞닿음〉            | 3:25      |
| 3.           | 〈곤란한 노래〉       | 2:52      |
| 4.           | 〈여기저기〉          | 3:27      |
| 5.           | 〈어떻게 될 것 같애〉 | 3:19      |
| 6.           | 〈ㅜ〉                | 2:48      |
| 7.           | 〈망가진 사이〉       | 2:46      |
| 8.           | 〈일단은〉            | 3:05      |
| 9.           | 〈Trap〉              | 3:00      |
| 10.          | 〈한잔의 추억〉       | 3:12      |
| 총 재생 시간 | 총 재생 시간          | 31:13     |